# Tour de Flandes 1949
El Tour de Flandes 1949, la 33.ª edición de esta clásica ciclista belga. Se disputó el 10 de abril de 1949.
El ganador fue el italiano Fiorenzo Magni, que se impuso a los belgas Valère Ollivier y Briek Schotte. Esta fue la primera victoria de un ciclista italiano en esta clásica y la primera de un ciclista no belga desde que el suizo Heiri Suter ganara en 1923.

## Clasificación General
| Posición | Ciclista              | Equipo             | Tiempo     |
| -------- | --------------------- | ------------------ | ---------- |
| 1        | Fiorenzo Magni        | Wilier-Triestina   | 7h 21' 00" |
| 2        | Valère Ollivier       | Bertin-Wolber      |            |
| 3        | Briek Schotte         | Alcyon-Dunlop      |            |
| 4        | Ernest Sterckx        | Alcyon-Dunlop      |            |
| 5        | Raymond Impanis       | Alcyon-Dunlop      |            |
| 6        | André Declerck        | Bertin-Wolber      |            |
| 7        | Louis Caput           | Olympia-Dunlop     |            |
| 8        | Lode Anthonis         | Erka               |            |
| 9        | Maurice Diot          | Mercier-Hutchinson |            |
| 10       | Martin van den Broeck | Starnord-Wolber    |            |